# Рисова олія
Ри́сова олі́я — олія, що отримується з ендосперма та внутрішньої оболонки рису. Ця олія має високу температуру кипіння - 254 °C та м'який аромат, що робить її придатною для використання у високотемпературних методах приготування їжі, таких як високотемпературне смаження та приготування у фритюрі. Це популярна олія для приготування їжі в кількох азійських країнах, включаючи Японію і Китай.
Рисова олія містить ряд жирів, з яких 47 % ненасичені, 33 % поліненасичені і 20 % насичені. 

Склад рисової олії:
| Жирна кислота | Відсоток |
| ------------- | -------- |
| Пальмітинова  | 15,0%    |
| Стеаринова    | 1,9%     |
| Олеїнова      | 42,5%    |
| Лінолева      | 39,1%    |
| Ліноленова    | 1,1%     |
| Арахінова     | 0,5%     |
| Бегенова      | 0,2%     |

Рисова олія також містить деякі інші речовини, що можуть бути корисними для здоров'я, такі як γ-оризанол, антиоксидант що, можливо, допомагає зменшити ймовірність інфарктів, фітостероли, речовини що, як вважають, можуть зменшити всмоктування холестерину , та відносно високу кількість вітаміну E.